# Sasha Roiz
Sasha Roiz, Sasza Ro’iz ((hebr.) סשה רויז, ur. 21 października 1973 w Tel Awiwie) – kanadyjsko-izraelski aktor filmowy i telewizyjny. Występował w serialach Caprica (2009–2010) jako Sam Adama oraz Grimm (2011–2017) w roli Seana Renarda.

## Życiorys
Urodził się w Jafie, dzielnicy Tel Awiwu, jako syn Rimy i Ja’akowa Ro’iza, rosyjskich Żydów. W 1980, kiedy miał siedem lat, wraz z rodziną przeprowadził się do Montrealu w Kanadzie. Był perkusistą indierockowego zespołu Tricky Woo. Studiował historię, zanim wstąpił do szkoły teatralnej w Montrealu. Ukończył Guildford School of Acting w Guildford, w hrabstwie Surrey w Anglii.
W 2001 zadebiutował w serialu Largo – pt. „Endgame”. Występował w takich filmach jak: Pojutrze (2004), Atak na posterunek (2005), Ziemia żywych trupów (2005), 16 przecznic (2006), Człowiek roku (2006) i Pompeje (2014).
W siedemnastu z osiemnastu odcinków serialu Caprica (2009–2010) wystąpił jako Sam Adama. Wcielił się w rolę kapitana Seana Renarda w nagradzanym serialu Grimm (2011–2017). Pojawił się we wszystkich 123 odcinkach, kręconej w Portlandzie, produkcji. W 2019 wystąpił w ośmiu odcinkach serialu W garniturach.
Pojawił się w gościnnie w wielu popularnych serialach telewizyjnych, w tym Piękni (2005, 4 odcinki) Agenci NCIS (2007), CSI: Kryminalne zagadki Miami (2007), Terminator: Kroniki Sary Connor (2008), Mentalista  (2009), CSI: Kryminalne zagadki Las Vegas (2010), Dr House (2011), U nas w Filadelfii (2011, 2 odcinki) i Lucyfer (2019).

## Filmografia
Opracowano na podstawie materiału źródłowego.

### Filmy
- 2004: Pojutrze jako Parker
- 2005: Atak na posterunek jako Jason Elias
- 2005: Ziemia żywych trupów jako Manolete
- 2006: 16 przecznic jako detektyw Kaller
- 2006: Człowiek roku jako Donald Tilson
- 2010: Bez reguł jako przesłuchujący Lubitchich
- 2014: Pompeje jako Proculus

### Seriale TV
- 2001: Largo jako Sergei
- 2004: Poszukiwani jako Randall Markham
- 2004: Kevin Hill jako Nick Bratt
- 2005: Piękni jako pan Tabor
- 2007: Agenci NCIS jako agent NCIS Rick Hall
- 2007: CSI: Kryminalne zagadki Miami jako Darren Butler
- 2008: Terminator: Kroniki Sary Connor jako oficer policji
- 2009: Magia kłamstwa jako kapitan David Markov
- 2009: Mentalista jako Keith Wolcutt
- 2010: CSI: Kryminalne zagadki Las Vegas jako Danny Macklin
- 2010: Caprica jako Sam Adama
- 2011: Dr House jako Driscoll
- 2011: U nas w Filadelfii jako Adriano Calvanese
- 2011: Castle jako Bobby Stark
- 2011: Magazyn 13 jako Marcus Diamond
- 2011–2017: Grimm jako kapitan Sean Renard
- 2017–2018: Ocaleni jako prezydent Monroe Bennett
- 2018: Uprowadzona jako Maximilian Silver
- 2019: Lucyfer jako Luke Reynolds
- 2019: W garniturach jako Thomas Kessler

### Gry komputerowe
- 2009: Wolfenstein jako Pavel Cherny/agent Black Market (głos)
- 2009: Ojciec chrzestny II jako Don Esteban Almeida (głos)